# Luise F. Pusch

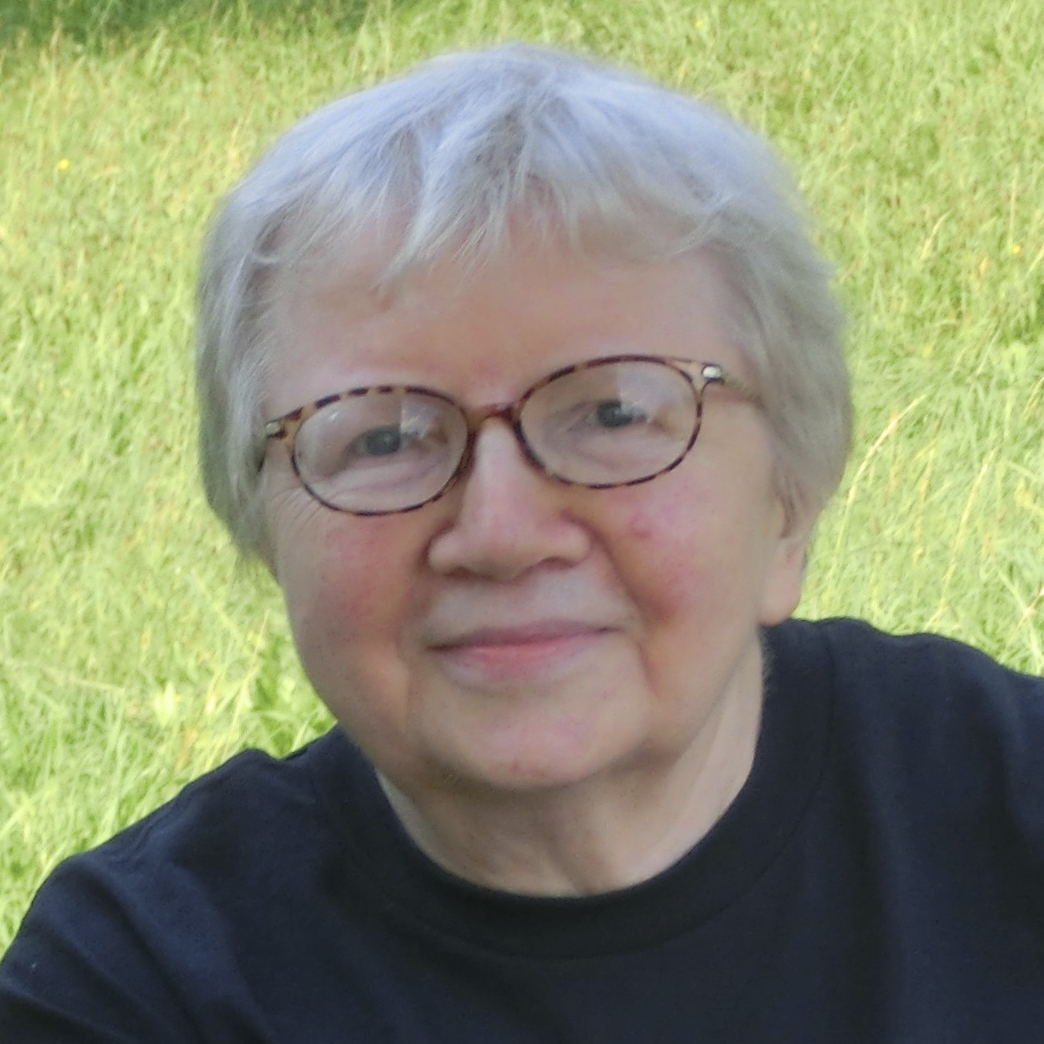
Luise F. Pusch (2013)

Luise F. Pusch (* 14. Januar 1944 in Gütersloh als Frohmut Pusch) ist eine deutsche Sprachwissenschaftlerin. Auch unter dem Pseudonym Judith Offenbach hat sie publiziert. Sie verfasste Bücher und Aufsätze zur Grammatik des Deutschen, Englischen, Italienischen und Lateinischen. Neben Senta Trömel-Plötz und Marlis Hellinger ist sie eine der Begründerinnen der feministischen Linguistik in Deutschland. Neben ihrer sprachwissenschaftlichen Arbeit schreibt sie seit 1982 an einer Frauenchronik. In der von Pusch aufgebauten Datenbank FemBio sind über 31.000 biografische Datensätze bedeutender Frauen zusammengetragen, von denen mehr als 11.000 online verfügbar sind.

## Leben
Luise Pusch, die als Teenager „ihren ungeliebten Vornamen“ Frohmut abgelegt hatte, studierte Anglistik, Latinistik und Allgemeine Sprachwissenschaft an der Universität Hamburg. 1972 wurde sie im Fach Anglistik mit einer Dissertation über Die Substantivierung von Verben mit Satzkomplementen im Englischen und im Deutschen promoviert. Dann beschäftigte sie sich mit syntaktischen Fragen wie der Gerundivkonstruktion und habilitierte sich 1978 für das Fach Sprachwissenschaft an der Universität Konstanz mit der Schrift Kontrastive Untersuchungen zum italienischen gerundio.
Die feministische Linguistik ist seit 1979 ihr Forschungsschwerpunkt. Von 1979 bis 1984 war sie Heisenberg-Stipendiatin auf dem Gebiet der feministisch-linguistischen Forschung. 1981 publizierte sie unter dem Pseudonym Judith Offenbach den autobiografischen Roman Sonja: eine Melancholie für Fortgeschrittene über ihre durch Suizid verstorbene Partnerin. Zwischen 1982 und 1985 war sie als Vertretung für eine germanistische und eine anglistische Professur an den Universitäten Hannover und Duisburg tätig. Im Jahr 1985 wurde sie an der Universität Konstanz zur außerplanmäßigen Professorin ernannt. In den Jahren 1990 und 1991 hatte sie eine Vertretungsstelle für eine Professur für Frauenforschung an der Universität Münster inne.
Puschs Lebensgefährtin ist seit 1986 die amerikanische Germanistin und Frauenforscherin Joey Horsley (* 1940); die beiden heirateten im Jahr 2021. Sie lebt teils in Hannover und teils in Boston.

## Werk
Pusch engagiert sich seit 1979 für eine geschlechtergerechte Sprache, zum Beispiel in Aufsätzen, Glossen, Streitgesprächen, Vorträgen und Workshops.
1981 veröffentlichte sie unter dem Pseudonym Judith Offenbach den autobiographischen Roman Sonja über eine lesbische Beziehung, die mit dem Freitod einer der Protagonistinnen endet. Der Roman wurde insbesondere in der Lesbenbewegung der Zeit intensiv rezipiert. Wenngleich bereits zeitgenössisch die Identität der Autorin kein absolutes Geheimnis war, lüftete Pusch erst mit einer Neuauflage des Romans 1998 ihr Pseudonym.
Pusch gilt als Erfinderin der Gender-Pause im Deutschen und als „deutsche Urmutter der feministischen Sprachwissenschaft“.
In ihrem 1984 veröffentlichten Buch Das Deutsche als Männersprache: Diagnose und Therapievorschläge schrieb sie, es gebe männerorientierte (androzentrische) Diskriminierungen in der deutschen Standardsprache; dies sei problematisch; die überzeugendste und einfachste Lösung des Problems bestehe in der teilweisen Entgeschlechtlichung. Dabei entfallen die weiblichen Endungen -in und -innen und die geschlechtsneutrale Basisform wird im grammatischen Neutrum verwendet: das Professor kann eine Frau oder ein Mann sein und wird mit dem Pronomen es referenziert, die Professor ist eindeutig eine Frau, der Professor ebenso eindeutig ein Mann. Im Plural kann bei Bedarf durch den Zusatz von weiblich oder männlich ein bestimmtes Geschlecht ausgewählt werden, ansonsten ist die Professoren dann als geschlechtsneutral zu betrachten. Sollte dieser radikale Vorschlag keine Akzeptanz finden, dann erachtet sie ein konsequentes Gendern durch Nennung auch der weiblichen Form etwa in Form des Binnen-I (LehrerInnen) als nächstbeste Lösung. Alternativ tritt Pusch auch für die geschlechterübergreifende Verwendung von generischen Femininformen ein, wobei etwa die Bezeichnung Lehrerinnen für sämtliche Lehrkräfte verwendet wird, inklusive männlicher (falls eine explizite Geschlechtsangabe gewünscht ist, sind letztere dann männliche Lehrerinnen).

## Kommentare zum Zeitgeschehen
Auf ihrem Blog „Laut & Luise“ publizierte Luise Pusch von 1998 bis 2020 Kommentare zu aktuellen Ereignissen. Teilweise wurden ihre Beiträge von Zeitschriften übernommen, unter anderem von der feministischen Emma.
Wenige Tage nach dem Absturz des Germanwings-Flugs 9525 veröffentlichte Pusch im März 2015 in ihrem Blog und als namentlich gekennzeichneten Kommentar in der Zeitschrift Emma einen Text, in dem sie eine Frauenquote unter Piloten fordert. Die Suizidrate bei Männern sei viermal so hoch wie bei Frauen; deshalb verringere jede Pilotin das Risiko der Passagiere, Opfer eines erweiterten Suizids zu werden. Pusch kritisierte, in der Berichterstattung über das Unglück sei ein „blinder Fleck“, da die 14 getöteten Mädchen und zwei Jungen schlicht als „16 Schüler“ bezeichnet wurden und die beiden getöteten Lehrerinnen als „Lehrer“.
Der Text rief „Empörung in den sozialen Netzwerken“ und Leserkommentaren hervor, besonders auf Twitter, wo man Emma unter anderem vorwarf, die Opfer „für die Quote zu instrumentalisieren“. Pusch verteidigte sich, ebenso auf Twitter, gegen den „Shitstorm“ und verwies auf „viele LeserInnen“, die „die Frauenquote fürs Cockpit gut finden“, sowie einen Artikel in der Schweiz am Sonntag, der ihre These sachlich ebenfalls vertrete. Der Österreichische Frauenring und andere Verbände bedauerten den Entrüstungssturm und forderten eine Diskussion des Vorschlags.
Pusch kritisiert am Genderstern, dass er so aussieht, als ob Männer an erster, Transpersonen an zweiter und Frauen erst an dritter Stelle kämen. Sie favorisiert stattdessen andere Lösungen wie das Binnen-I (LeserInnen), die Verwendung eines Ausrufezeichens (Leser!nnen) oder das generische Femininum(Leserinnen).
Pusch steht kritisch zur Verwendung des Begriffs FLINTA* Sie argumentiert, dass Frauen durch solche Begriffe sprachlich unsichtbar gemacht würden, ähnlich wie es früher durch das generische Maskulinum geschehen sei. Ihrer Ansicht nach werde aus Rücksicht auf eine kleine Minderheit die Mehrheit – also Frauen – sprachlich, durch Begriffe wie Flinta* oder „Menschen mit Uterus“, verdrängt.

## Ehrungen
- 2004: Wahl zur BücherFrau des Jahres durch den Verein BücherFrauen[20]
- 2014: Festschrift Die Sprachwandlerin zum 70. Geburtstag[21]
- 2014: Auszeichnung mit der Plakette für Verdienste um die Landeshauptstadt Hannover[22]
- 2016: Verleihung des 5. Luise-Büchner-Preis für Publizistik[23]
- 2025: Bundesverdienstkreuz am Bande[24]

## Publikationen

### Als Autorin
- Die Substantivierung von Verben mit Satzkomplementen im Englischen und im Deutschen. Dissertation an der Universität Hamburg 1972. Athenäum, Frankfurt am Main 1972. (Koch, Planegg 1982, ISBN 3-7610-5706-7)
- Kontrastive Untersuchungen zum italienischen gerundio: Instrumental- und Modalsätze und das Problem der Individuierung von Ereignissen. Habilitationsschrift an der Universität Konstanz 1978. Max Niemeyer Verlag, Tübingen 1980, ISBN 3-484-10321-3.
- Sonja: eine Melancholie für Fortgeschrittene. Suhrkamp-Verlag, Frankfurt am Main 1981, ISBN 3-518-37188-6 (autobiografischer Roman unter dem Pseudonym Judith Offenbach).
- Das Deutsche als Männersprache. Aufsätze und Glossen zur feministischen Linguistik (= edition suhrkamp. 1217.) Suhrkamp, Frankfurt am Main 1984, ISBN 3-518-11217-1; Neuausgabe ebenda 1991, ISBN 978-3-518-38415-2.
- Die Mutter als Knautschzone zwischen Vater und Tochter. Nachwort in: Luise F. Pusch (Hrsg.): Töchter berühmter Männer. Neun biographische Portraits. Insel, Frankfurt am Main 1988, ISBN 3-458-32679-0, S. 451–463.
- Alle Menschen werden Schwestern: feministische Sprachkritik. Suhrkamp, Frankfurt am Main 1990, ISBN 3-518-11565-0.
- Ladies first. In: Brigitte Brück und andere (Hrsg.): Feministische Soziologie. Frankfurt am Main 1992.
- Ladies first: Ein Gespräch über Feminismus, Sprache und Sexualität (= Wortmeldung. Band 2). Palette, Bamberg 1993, ISBN 3-928062-07-7.
- Die Frau ist nicht der Rede wert: Aufsätze, Reden und Glossen. Suhrkamp, Frankfurt am Main 1999, ISBN 3-518-39421-5.
- Die Eier des Staatsoberhaupts und andere Glossen. Wallstein, Göttingen 2008, ISBN 978-3-8353-0280-8.
- Der Kaiser sagt Ja: und andere Glossen. Wallstein, Göttingen 2009, ISBN 978-3-8353-0455-0.
- Deutsch auf Vorderfrau. Sprachkritische Glossen. Wallstein, Göttingen 2011, ISBN 978-3-8353-0863-3.
- Die dominante Kuh. Neue Glossen. Wallstein, Göttingen 2013, ISBN 978-3-8353-1223-4.
- Gerecht und Geschlecht: neue sprachkritische Glossen. Wallstein, Göttingen 2014, ISBN 978-3-8353-1428-3.
- Die Sprache der Eroberinnen und andere Glossen. Wallstein, Göttingen 2016, ISBN 978-3-8353-1896-0.
- Gegen das Schweigen. Meine etwas andere Kindheit und Jugend. AvivA Verlag, Berlin 2022, ISBN 978-3-949302-09-1.[25]

### Als Co-Autorin
- mit Katrin Lunde: Leonora Christina. Die Tochter von König Christian IV. von Dänemark und Norwegen: Dänemarks erste Feministin? In: Luise F. Pusch (Hrsg.): Töchter berühmter Männer. Neun biographische Portraits. Insel, Frankfurt am Main 1988, ISBN 3-458-32679-0, S. 47–115.
- mit Swantje Koch-Kanz: Die Töchter von Johann Sebastian Bach. In: Luise F. Pusch (Hrsg.): Töchter berühmter Männer. Neun biographische Portraits. Insel, Frankfurt am Main 1988, ISBN 3-458-32679-0, S. 117–154.
- mit Joey Horsley: Frauengeschichten. Berühmte Frauen und ihre Freundinnen. Wallstein, Göttingen 2010, ISBN 978-3-8353-0634-9.

### Als Herausgeberin
- Feminismus: Inspektion der Herrenkultur – Ein Handbuch (= edition suhrkamp. Neue Folge. Band 1192). Frankfurt am Main 1983, ISBN 3-518-11192-2.
- Berühmte Frauen: Kalender. Erscheint seit 1987 jährlich bei: Suhrkamp, Frankfurt am Main 1987, ISSN 0930-9721; ISBN 3-518-38015-X (= Suhrkamp Taschenbücher. Band 1515 – Kalender 1988); ISBN 978-3-518-46537-0 (= Suhrkamp Taschenbücher. Band 4537 – Kalender 2015).
- Schwestern berühmter Männer: Zwölf biographische Portraits. (= Insel TB. 796). Frankfurt am Main 1985, ISBN 3-458-32496-8.
- Töchter berühmter Männer: Neun biographische Portraits (= Insel TB. Band 979). Frankfurt am Main 1988, ISBN 3-458-32679-0.
- Mütter berühmter Männer: Zwölf biographische Portraits (= Insel TB. 1356). Frankfurt am Main 1994, ISBN 3-458-33056-9.
- mit Sibylle Duda: WahnsinnsFrauen (= suhrkamp TB. Band 1876). Frankfurt am Main 1992, ISBN 3-518-38376-0.
- mit Sibylle Duda: WahnsinnsFrauen. Zweiter Band. suhrkamp TB, Frankfurt am Main 1995, ISBN 3-518-38993-9.
- mit Sibylle Duda: WahnsinnsFrauen. Dritter Band. suhrkamp TB, Frankfurt am Main 1999, ISBN 3-518-39334-0.
- mit Susanne Gretter: Berühmte Frauen: 300 Portraits. Insel, Frankfurt am Main 1999, ISBN 3-458-16949-0.
- mit Susanne Gretter: Berühmte Frauen 2: 300 Portraits. Insel, Frankfurt am Main 2001, ISBN 3-458-17067-7.